# Bad Cat (videogioco)
Bad Cat è un videogioco sportivo multievento, con quattro discipline fantasiose praticate da un gatto antropomorfo, pubblicato nel 1987 per Amiga, Amstrad CPC, Atari ST, Commodore 64 e MS-DOS dalla tedesca Rainbow Arts. In Nordamerica uscì con il titolo Street Cat, edito nel 1988 per Commodore 64 dalla Epyx e per Amiga dalla U.S. Gold. 

## Modalità di gioco
Si controlla un gatto di strada, con giubbetto smanicato e fascia in testa, attraverso quattro diverse prove consecutive e indipendenti, intervallate da una sequenza di intermezzo fissa. Posso partecipare fino a 4 giocatori, ma alternandosi senza interferire tra loro. Per ogni prova c'è un tempo a disposizione, e se lo si esaurisce la partita termina. Le quattro fasi sono:
1. Il parco cittadino, un percorso a ostacoli lineare da sinistra verso destra. Solo su Commodore 64 la visuale è a scorrimento, nelle altre versioni viene mostrato un tratto alla volta. Il gatto corre, salta, salta con capriola, e dove applicabile striscia o si appende con le mani, per superare fossati d'acqua, muretti, impalcature e ostacoli vari, tra cui una camminata in equilibrio su una palla. In caso di errore si ricomincia da capo il tratto corrente. Sotto la visuale c'è una mappa dell'intero percorso con indicazione della posizione raggiunta.
2. L'arena, ovvero una piscina con pubblico. In acqua ci sono due trampolini elastici galleggianti che si spostano in orizzontale e il gatto deve fare ampi salti dall'uno all'altro senza cadere in acqua. Lo scopo è colpire una serie di bersagli appesi in cima allo schermo, ma solo quelli con la figura geometrica indicata di volta in volta da un tabellone elettronico.
3. Le fogne, un percorso a ostacoli sotterraneo con azione simile alla prima prova. Qui non è disponibile il salto con capriola e ci sono altri tipi di ostacoli, tra i quali scarichi d'acqua, mattoni cadenti, topi da colpire con calci e pugni.
4. Il pub, dove si sfida un bulldog a una specie di bowling. I due contendenti si trovano agli estremi di 5 corsie parallele, viste in prospettiva da un lato, e possono spostarsi da una corsia all'altra e lanciare bocce con l'obiettivo di colpirsi a vicenda. Le corsie sono però interrotte da due punti di smistamento, dove le bocce passano improvvisamente da una corsia all'altra, secondo uno schema mostrato in una mappa sotto la visuale. Ogni volta che un contendente viene colpito, deve andare al banco a bere una birra; ciò aumenta la sua ubriachezza, ovvero nel caso del gatto fa sparire progressivamente la mappa delle corsie.

La fase di intermezzo si svolge su una mappa della città a schermo fisso. Il gatto viaggia in moto dal luogo di una prova all'altro e viene mostrato sulla mappa come un puntino, che il giocatore deve spostare lungo le strade evitando le auto della polizia.